# Ланжевен (лунный кратер)
Кратер Ланжевен (лат. Langevin) — крупный древний ударный кратер в северном полушарии обратной стороны Луны. Название присвоено в честь французского физика Поля Ланжевена (1872—1946) и утверждено Международным астрономическим союзом в 1970 г. Образование кратера относится к нектарскому периоду.

## Описание кратера
Ближайшими соседями кратера являются кратер Кемпбелл на западе; кратеры Д’Аламбер и Слайфер на севере; кратер Чандлер на востоке; кратер Головин на юге и кратер Лей на западе-юго-западе. Селенографические координаты центра кратера 44°10′ с. ш. 162°41′ в. д. / 44,17° с. ш. 162,69° в. д., диаметр 57,8 км, глубина 2,5 км.
Кратер Ланжевен имеет близкую к циркулярной форму и значительно разрушен за длительное время своего существования. Вал сглажен, перекрыт множеством мелких кратеров, особенно в юго-западной части, и трудно различим на фоне окружающей местности.  Дно чаши пересеченное, испещрено множеством кратеров.

## Сателлитные кратеры
| Ланжевен | Координаты                                              | Диаметр, км |
| -------- | ------------------------------------------------------- | ----------- |
| C        | 46°20′ с. ш. 165°29′ в. д. / 46,33° с. ш. 165,48° в. д. | 20,1        |
| K        | 41°30′ с. ш. 163°58′ в. д. / 41,5° с. ш. 163,96° в. д.  | 16,0        |

## См.также
- Список кратеров на Луне
- Лунный кратер
- Морфологический каталог кратеров Луны
- Планетная номенклатура
- Селенография
- Минералогия Луны
- Геология Луны
- Поздняя тяжёлая бомбардировка